# Octomeria chamaeleptotes
Octomeria chamaeleptotes là một loài lan có mặt từ Brasil đếnArgentina (Misiones).